# إيه إي دبليو ديناميت
 هو برنامج تلفزيوني مصارعة محترفين قادم سيعرض بشكل حصري على شبكة TNT في الولايات المتحدة.و  تم  الإعلان بأن العرض سيبث لأول مرة في خريف عام 2019 في شهر أكتوبر  وسيصبح هذا بمثابة العرض الاسبوعي الرئيسي في اتحاد اول ايليت ريسلينغ (AEW) و سيتم بث العرض على الهواء بشكل مباشرة أسبوعيًا ، لمدة 120 دقيقة تشمل الاعلانات التجارية.

## التاريخ
في نوفمبر 2018 ، قدمت شركة ايه أي دبليو AEW العديد من العلامات التجارية الي مكتب العلامات التجارية الأمريكي  بما في ذلك علامة تجارية  باسم ايه أي دبليو تيوسداي نايت ديناميت. في يونيو 2019 ، قدمت أي أي دبليو AEW علامة تجارية إضافية لمكتب العلامات التجارية الأمريكية تحت اسم ايه أي دبليو وينزداي نايت ديناميت مما أدى إلى اعتقاد العديد من المصادر و المعجبين  بأن العرض سيبث في  ليالي الأربعاء و بهذا الاسم لكن لم يوجد أي مصدر رسمي من الاتحاد  ليؤكد صحة هذا الكلام.
في 8 مايو 2019 ، توصل اتحاد أول ايليت ريسلينغ  AEW إلى صفقة تلفيزيونية جديدة مع شركة الإعلام البريطانية أي تي في بلس ITV plc لبث جميع برامج  وعروض AEW عبر قناتهم  ITV4 بشكل حصري في إنجلترا و ايرلندا و سويسرا و جميع البلدان المتوفرة فيها هذه القناة. في 15 مايو 2019 أعلنت AEW و مجموعة وانر ميديا   المملوكة من قبل المليادير اللامريكي تيد تيرنار عن صفقة لعرض أسبوعي مجهول الاسم في أوقات الذروة يتم بثه مباشرة شبكة TNT المختصة في مجال بث عروض المصارعة حيث بثت سابقاً عروض دبليو سي دبليو الرائد مونداي نايت نايترو و عروض أي سي ديبلو هاردكور اون تي ان تي  وستكون متاحة للدفع لكل عرض وبث مباشر على B / R Live في الولايات المتحدة وكندا 
في أبريل 2019  أكد المعلق جيم روس معلق الاتحاد الأول
بأن العرض سيكون عرضًا أسبوعيًا مباشرًا لمدة 120 دقيقة بالاعلانات. خلال عرض ايه اي دبليو فايت فور ذا فولين   أكد المصارع  المخضرم كريس جيركو بأن العرض الاسبوعي المنتظر سيبدأ رسمياً  في أكتوبر 2019.
في أغسطس 2019 دبليو دبليو إي اعلنت عن انتقال عرضهم  الاسبوعي الثالث إن إكس تي  إلي شبكة  يو إس إيه نيتورك و سيبث بشكل مباشر لمدة ساعتين و هو في نفس الوقت الذي سبث فيه عرض ايه أي دبليو الاسبوعي القادم  و في الجمعة الموافق 30 أغسطس 2019 تم الإعلان عن موعد بث عروض إن اكس تي بشكل مباشر ستكون يوم الأربعاء الموافق 18 سبتمبر 2019  أي قبل اسبوعين كاملين من بدء بث عرض أيه أي دبليو علي شبكة تي ان تي و في اليوم السابق على عرض All Out ، بثت قناة TNT عرضًا خاصًا مدته ساعة واحدة يسمى العد التنازلي حتي أول اوت  في الساعة 10 مساءً بتوقيت شرق الولايات المتحدة  وبلغ متوسط عدد المشاهدين 390،000 مشاهد.
تماما َ علي غرار فعلوا مع كل العروض الشهرية الـPpv الخاصة بهم ، أطلقت AEW سلسلة YouTube «الطريق إلى» في 4 سبتمبر بعنوان الطريق إلى AEW على TNT للتجهيز و بناء السيناريوهات للعرض المباشر الأول .
تم الكشف عن اسم العرض الاسبوعي أول اليت ريسلينج : ديناميت All Elite Wrestling: Dynamite. عرض معاينة لمدة ساعتين لعرض يسمى Countdown to All Elite Wrestling: تم تحديد موعد للديناميت أيضًا في الأول من أكتوبر في الساعة 8 مساءً بالتوقيت الشرقي .
في 1 أكتوبر 2019 ، أعلن اتحاد AEW عن شراكة مع شركة Bell Media الكندية  و هذا لبث عرض أول ايليت ريسلينج : ديناميت على شبكتهم الخاصة TSN. و سيتم عرض العرض الاسبوعي بشكل حصري على TSN2 وسيتم بثه على الإنترنت عبر  TSN.ca وخدمة البث المباشر  TSN Direct.
في المملكة المتحدة ، تم إضافة عروض ايه أي دبليو : ديناميت إلى خدمة البث عبر الإنترنت ITV Hub و يتم بثه أسبوعياً  كل يوم خميس ، وسيتم بثه على ITV4 في ليالي الجمعة.
في 2 أكتوبر 2019 ،تم بث عرض AEW Dynamite على قناة TNT و  بلغت  متوسط نسبة المشاهدة 1.409 مليون مشاهد. في نفس اليوم أيضًا  تم عرض WWE NXT لأول مرة لمدة ساعتين على شبكة USA  في نفس وقت عرض AEW Dynamite على قناة TNT ، حيث بلغ متوسط عدد المشاهدين الخاصة بعرض WWE NXT لـ 891،000 مشاهد. و بذلك تفوق عرض AEW Dynamite على عرض WWE NXT من خلال نسبة المشاهدين ، وتضاعفت المنافسة لجذب أكبر عدد من البالغين الديموغرافيين الذين تتراوح أعمارهم بين سن الـ 18 و الـ 49 عامًا ، وسجل عرض AEW Dynamite على قناة TNT  نسبة 878،000 مشاهد مقارنة بـعرض WWE NXT الذي حصد 414،000 مشاهد. هذا من شأنه أن يمثل مثابة بداية  «حروب ليالي الأربعاء».  
في 5 أكتوبر 2019 ، أعلن نائب الرئيس التنفيذي للأتحاد AEW كودي رودز عن برنامج عرض ثانوي خاص بالاتحاد تحت أسم  AEW Dark  و تم الإعلان انه سيبث كل يوم ثلاثاء على قناة اتحاد AEW على منصة YouTube. وسيحتوي على مباريات غير متلفزة تم تصويرها أثناء عروض Dynamite .

## القائمة
يشارك في عرض أول ايليت ريسلينغ AEW ديناميت علي TNT  المصارعون المميزون في اتحاد  All Elite Wrestling في عدوات  و سيناريوهات  مكتوبة مسبقاً  و ذلك عن طريق تصوير المصارعين على أنهم إما مكروهين  أو محبوبين  أو شخصيات اقل تميزاً في الأحداث غير النصية التي تؤدي إلى التوتر و التي تودي للإعلان عن مباراة مصارعة أو سلسلة من مباريات المصارعة  .

### معلقون
| المعلقون                          | التاريخ                |
| --------------------------------- | ---------------------- |
| إكسكاليبور وجيم روس وأليكس مارفيز | أكتوبر 2019 - حتى الآن |

## تاريخ البث
| قناة     | وقت العرض                                  | سنوات                |
| -------- | ------------------------------------------ | -------------------- |
| شبكة TNT | الساعة 8 حتي 10 مساءاً بداً من يوم 2/10/2019 | أكتوبر 2019 حتى الآن |

## الشبكات الدولية
| بلد             | التلفاز       | عبر الانترنت    |
| --------------- | ------------- | --------------- |
| كندا            | TSN 2         | TSN Direct      |
| المملكة المتحدة | ITV4 ITV ملخص | ITV Hub FITE TV |
| جمهورية أيرلندا | ITV4 ITV ملخص | FITE TV         |
| أستراليا        | يحدد لاحقاً    | FITE TV         |
| ألمانيا         | TNT Serie     | FITE TV         |
| فرنسا           | Toonami       | FITE TV         |
| اليابان         | يحدد لاحقاً    | FITE TV         |
| إيطاليا         | يحدد لاحقاً    | FITE TV         |
| البرتغال        | يحدد لاحقاً    | FITE TV         |
| إسبانيا         | يحدد لاحقاً    | FITE TV         |
| تشيلي           | يحدد لاحقاً    | FITE TV         |
| كوريا الجنوبية  | يحدد لاحقاً    | FITE TV         |
| الهند           | يحدد لاحقاً    | FITE TV         |
| رومانيا         | يحدد لاحقاً    | FITE TV         |
| البرازيل        | يحدد لاحقاً    | FITE TV         |
| الشرق الأوسط    | يحدد لاحقاً    | FITE TV         |
| المكسيك         | يحدد لاحقاً    | FITE TV         |
| بيرو            | يحدد لاحقاً    | FITE TV         |
| جنوب إفريقيا    | يحدد لاحقاً    | FITE TV         |

## روابط خارجية
- إيه إي دبليو ديناميت على موقع IMDb (الإنجليزية)
- إيه إي دبليو ديناميت على موقع كينوبويسك (الروسية)
- إيه إي دبليو ديناميت على موقع قاعدة بيانات الفيلم (الإنجليزية)
- الموقع الرسمي
- Untitled All Elite Wrestling show  AEW on TNT
- إيه إي دبليو ديناميت على إنستغرام
- AEWonTNT على تويتر.